# Waris
Pour les articles homonymes, voir Waris (homonymie).
Pour le type de bateau américain (waris), voir Doris (bateau).
Le waris est une langue papoue parlée en Papouasie-Nouvelle-Guinée, dans la province de Sandaun et en Indonésie, dans la province de Papouasie.

## Classification
Le waris fait partie des langues waris, une des groupes des langues de la frontière, une des familles de langues papoues.

## Phonologie
Les  voyelles du waris sont :

### Voyelles
|           | Antérieure  | Centrale | Postérieure       |
| --------- | ----------- | -------- | ----------------- |
| Fermée    | i [i]       |          | u [u]             |
| Mi-fermée | e [e]       | ə [ə]    |                   |
| Ouverte   | ɛ [ɛ] æ [æ] |          | ɔ [ɔ] ɑ [ɑ] ɒ [ɒ] |

### Consonnes
Les consonnes du waris sont :
|              |                  | Bilabiales | Alvéolaires | Dorsales | Dorsales |
| ------------ | ---------------- | ---------- | ----------- | -------- | -------- |
| Palatales    | Vélaires         | Bilabiales | Alvéolaires |          |          |
| Occlusive    | Sourde           | p [p]      | t [t]       |          | k [k]    |
| Occlusive    | Sonore prénasal. | mb [m͡b]    | nd [n͡d]     |          | ŋg [ŋ͡g]  |
| Fricative    | Fricative        | β [β]      | s [s]       |          | x [ x]   |
| Nasale       | Nasale           | m [m]      | n [n]       |          |          |
| Latérale     | Latérale         |            | l [l]       |          |          |
| roulée       | roulée           |            | r [r]       |          |          |
| Semi-voyelle | Semi-voyelle     | w [w]      |             | y [ j]   |          |

## Sources
- (en) Robert Brown, 2001, Waris Organized Phonological Data, manuscrit, Ukarumpa, SIL International.